# Estudio para cabeza de Apolo
El Estudio para cabeza de Apolo fue pintado por Velázquez en 1630 y se conserva en una colección privada de Nueva York, Estados Unidos.

## Descripción del cuadro
Esta obra es un estudio preparatorio para la figura de Apolo que aparece en La fragua de Vulcano (Museo del Prado) aunque con ciertas diferencias. Así el perfil del dios mitológico aparece más autoritario en la obra definitiva que en este boceto, y además los cabellos no presentan el aspecto suelto y serpenteante que se aprecia en este estudio preparatorio.
La autoría de la obra fue motivo de discusión, ya que difería mucho de la figura visible en el citado cuadro del Prado. Luego, mediante radiografías, se comprobó que el personaje del Prado era inicialmente muy similar a este boceto, siendo luego corregido por el pintor. También el tipo de lienzo apoya la autenticidad.
La obra perteneció a la saga Wildenstein de marchantes de arte, y luego pasó a otra colección particular de Nueva York.